# كلير ميشيل
كلير ميشيل هي تريثلت بلجيكية، ولدت في 13 أكتوبر 1988 في إقليم بروكسل العاصمة في بلجيكا.

## وصلات خارجية
- الموقع الرسمي
- كلير ميشيل على موقع اتحاد الترياتلون الدولي (الإنجليزية)
- كلير ميشيل على موقع IAT Triathlon Database (الإنجليزية)
- كلير ميشيل على موقع اللجنة الأولمبية الدولية (الإنجليزية)
- كلير ميشيل على موقع أوليمبيديا (الإنجليزية)
- كلير ميشيل على موقع اللجنة الأولمبية البلجيكية (الهولندية)